# آنتونی هیکی
آنتونی هیکی (انگلیسی: Anthony Hickey؛ زادهٔ ۲۲ نوامبر ۱۹۹۲) بازیکن بسکتبال حرفه‌ای اهل ایالات متحده آمریکا است.